# Galen Partners
Galen Partners LP är ett amerikanskt risk- och venturekapitalbolag som investerar i företag inom branschen för hälso- och sjukvård. De förvaltar ett kapital på $10 miljarder för år 2018.
Företaget grundades 1990 som Galen Associates av William Grant, Zubeen Shroff, Bruce Wesson och L. John Wilkerson. Grant avled 2007 av en variant av malignt melanom medan resten av delgrundarna är fortfarande aktiva i företaget.
De har sitt huvudkontor i Stamford i Connecticut sedan 2006, innan dess hade de huvudkontoret på Manhattan i New York, New York.